# 강일고등학교
강일고등학교(江一高等學校)는 대한민국 서울특별시 강동구 강일동에 위치한 공립 고등학교이다.

## 학교 연혁
- 2010년 1월 17일 : 설립 인가(30학급)
- 2010년 2월 12일 : 신입생 10학급 배정
- 2010년 3월 1일 : 초대 홍승직 교장 취임
- 2010년 3월 2일 : 제1회 입학식 281명 (남 160명, 여 121명)
- 2013년 2월 7일 : 제1회 졸업식 275명 (남 159명, 여 116명)
- 2021년 9월 1일 : 제5대 안재민 교장 취임
- 2023년 2월 7일 : 제11회 졸업식 180명 (남 92명, 여 88명)
- 2023년 3월 2일 : 제14회 입학식 229명 (남 147명, 여 82명)

## 참고 자료
- 강일고등학교 - 한국교육학술정보원 학교알리미